# Adam Wainwright
Adam Parrish Wainwright, född den 30 augusti 1981 i Brunswick i Georgia, är en amerikansk professionell basebollspelare som spelar för St. Louis Cardinals i Major League Baseball (MLB). Wainwright är högerhänt pitcher.
Wainwright draftades av Atlanta Braves 2000 som 29:e spelare totalt. Inför 2004 års säsong trejdades han till St. Louis Cardinals och med den klubben gjorde han sin MLB-debut den 11 september 2005. Han har varit klubben trogen sedan dess. Den 23 september 2021 nådde han milstolpen 2 000 strikeouts under MLB:s grundserie, som den 85:e pitchern i National Leagues och American Leagues historia och den andra i Cardinals historia efter Bob Gibson. Den 15 maj 2022 vann han sin 203:e match i par med catchern Yadier Molina, ett nytt MLB-rekord. Senare samma säsong, den 14 september, startade de båda sin 325:e match tillsammans, vilket även det var ett nytt MLB-rekord.
Wainwright har vunnit två World Series (2006 och 2011), även om han vid det senare tillfället var skadad hela säsongen och inte spelade en enda match, två Gold Glove Awards och en Silver Slugger Award. Tre gånger har han tagits ut till MLB:s all star-match. Han har även erhållit en Roberto Clemente Award för sitt välgörenhetsarbete.